# Стейскал, Ян
Ян Сте́йскал (чеш. Jan Stejskal; 15 января 1962, Брно, Чехословакия) — чехословацкий и чешский футболист, вратарь. Выступал за сборные Чехословакии и Чехии. Участник чемпионата мира 1990 года. Шестикратный чемпион Чехословакии и трёхкратный обладатель Кубка Чехословакии, чемпион Чехии и обладатель Кубка Чехии, один из немногих игроков кто имеет в своей копилке четыре этих трофея. Один из первых чехословацких футболистов выступавших в Англии и первый чехословак сыгравший в Премьер-лиге.

## Карьера

### Клубная
Ян Стейскал попал в систему клуба «Зброёвка» в 1972 году. В 1980 году 18-летний вратарь был переведён в основной состав клуба, однако в своём первом сезоне он не сыграл ни одной минуты, и по его окончании был отдан клубу «Руда Гвезда». В Хебе Ян провёл 2 сезона, в первом сезоне он вновь не отыграл ни одной минуты проиграв конкуренцию Людеку Миклошко. В сезоне 1982/83 Людек ушёл на повышение в «Баник» из Остравы, и именно тогда Ян стал основным вратарём клуба. Он отыграл 22 матча и помог клубу занять 9-е место в чемпионате. После удачного сезона Стейскал вернулся на полгода в «Зброёвку», и уже оттуда в середине сезона 1983/84 попал в пражскую «Спарту».
В своём первом сезоне в «Спарте» Стейскал сыгравший в 14 матчах стал и чемпионом и обладателем Кубка Чехословакии. Причём именно Стейскалу было доверенно защищать ворота в финале Кубка с «Интером» из Братиславы, завершившегося победой «Спарты» со счётом 4:2. В следующем сезоне Ян, проведший 22 матча в чемпионате, вновь стал чемпионом Чехословакии. А 19 сентября 1984 года Стейскал дебютировал в еврокубках, это случилось в матче Кубка европейских чемпионов с норвежским клубом «Волеренга» завершившимся ничьей со счётом 3:3. Сезон 1985/86 стал для Яна самым неудачным в «Спарте», чемпионат команда закончила на втором месте, отстав от клуба «Витковице» на три очка, финал кубка был проигран «Спартаку» из Трнавы по пенальти, а в Кубке европейских чемпионов «Спарта» не прошла «Барселону», несмотря на победу на Камп Ноу со счётом 1:0, так как домашний поединок «Спарта» проиграла со счётом 1:2. В следующем сезоне Ян сыгравший во всех 30-ти матчах чемпионата без замен в третий раз стал чемпионом Чехословакии, но в кубке как и год назад «Спарта» уступила клубу «ДАК 1904» по пенальти, а в Кубке УЕФА «Спарта» уже в первом раунде уступила клубу «Витория» из Гимарайнша. Следующие 2 сезона команда заканчивала делая «золотые дубли». Сезон 1989/90 Стейскал вновь закончил в ранге чемпиона, а по окончании чемпионата голкипером заинтересовался клуб английской футбольной лиги «Куинз Парк Рейнджерс», который искал замену ушедшему в «Арсенал» Дэвиду Симену. В итоге вратарь был продан в английский клуб за 625,000 фунтов стерлингов. Однако к новому клубу вратарь присоединился лишь в октябре, успев провести за «Спарту» ещё 7 матчей в чемпионате 1990/91. По итогам 1990 года Ян Стейскал занял 8-е место в списке лучших вратарей мира по версии МФФИИС. Всего за «Спарту» Ян Стейскал сыграл свыше 200 матчей (из них 190 матчей в чемпионате и 18 в еврокубках).
В новом клубе вратарь сразу столкнулся с проблемой языкового барьера и совершенного другого стиля игры. Дебют Стейскала в новом клубе состоялся 20 октября 1990 года в матче с «Лидс Юнайтед», несмотря на то что Стейскал пропустил 2 мяча, его клуб смог выиграть тот матч со счётом 3:2. В своём первом сезоне Ян отыграл 26 матчей практически выиграв конкуренцию у Тони Робертса. Уже в следующем сезоне Стейскал стал безоговорочным номером один в клубе, сыграв в 41-м матче чемпионата из 42-х. Выйдя в матче первого тура первого сезона Премьер-лиги с «Манчестер Сити» Ян Стейскал наряду с Петером Шмейхелем, Андреем Канчельскисом, Робертом Важихой, Роландом Нильссоном, Эриком Кантона, Хансом Сегерсом, Йоном Йенсеном, Андерсом Лимпаром, Гуннаром Халле, Крейгом Форрестом, Михелом Вонком и Ронни Розенталем стал первым легионером сыгравшим в английской Премьер-лиге. В последние 2 сезона в Англии Стейскал стал постепенно проигрывать место Тони Робертсу, и по окончании сезона 1993/94 он вернулся в Прагу, но уже не в «Спарту», а в «Славию». Всего за «Куинз Парк Рейнджерс» Ян Стейскал сыграл 108 матчей в чемпионате.
В составе «Славии» Стейскал отыграл до конца 1998 года, став за это время по разу чемпионом и обладателем Кубка Чехии, и дойдя до полуфинала Кубка УЕФА 1995/96. Всего за это время он отыграл 104 матча в чемпионате и 28 в еврокубках, а в середине чемпионата 1998/99 Стейскал перешёл в клуб «Виктория Жижков». Отыграв за остаток чемпионата ещё 4 матча Стейскал в возрасте 37-и лет принял решение завершить свою карьеру.

### В сборной
До дебюта в основной сборной Чехословакии Ян Стейскал, c 1983 по 1987 год, выступал за молодёжную сборную Чехословакии, в составе которой он провёл 18 матчей и пропустил 18 голов.
В главной сборной Чехословакии Ян Стейскал дебютировал 29 мая 1986 года в матче трёхстороннего турнира в Исландии с хозяевами турнира, завершившимся победой чехословаков со счётом 2:1. Стейскал вышел на замену на 74-й минуте вместо Людека Миклошко и в оставшиеся 16 минут пропустил один гол.
В 1990 году Стейскал принял участие в чемпионате мира, который стал для него единственным крупным турниром на уровне сборных. На том чемпионате Стейскал был основным голкипером своей сборной, и провёл все пять матчей от начала до конца. На то чемпионате чехословаки дошли до четвертьфинала в котором уступили будущим чемпионам мира сборной ФРГ со счётом 0:1, а единственный гол у немцев Лотар Маттеус забил с пенальти.
Своё последнее выступление за сборную Чехословакии Ян Стейскал провёл 23 сентября 1992 года в отборочном матче чемпионата мира 1994 года со сборной Фарерских островов, завершившимся разгромной победой чехословаков со счётом 4:0. Всего же за сборную Чехословакии Ян Стейскал сыграл 29 матчей, в которых пропустил 26 голов. Также Стейскал сыграл 15 матчей в составе олимпийской сборной Чехословакии, в которых пропустил 9 голов.
За сборную Чехии Ян Стейскал сыграл свой первый матч 23 февраля 1994 года против сборной Турции, завершившийся победой чехов со счётом 4:1. Своё второе и последнее выступление за сборную Чехии Стейскал провёл 25 мая того же года в товарищеском матче со сборной Литвы, завершившимся победой чехов со счётом 5:3. Всего за эти 2 матча Стейскал пропустил в свои ворота 4 мяча, после чего больше никогда не играл за сборную Чехии.

## Достижения

### Командные
«Спарта» (Прага)
- Чемпион Чехословакии (6): 1984, 1985, 1987, 1988, 1989, 1990
- Серебряный призёр чемпионата Чехословакии: 1986
- Обладатель Кубка Чехословакии (3): 1984, 1988, 1989
- Финалист Кубка Чехословакии (2): 1986, 1987
- Итого: 9 трофеев

 «Славия» (Прага)
- Чемпион Чехии: 1996
- Серебряный призёр чемпионата Чехии (3): 1995, 1997, 1998
- Обладатель Кубка Чехии: 1997
- Итого: 2 трофея

### Личные
- Личность года в Чехии: 1995
- 8-е место в списке лучших вратарей мира по версии МФФИИС: 1990

## Статистика в сборной
| №  | Дата             | Место проведения | Соперник          | Счёт | Пропущенные голы | Турнир                          |
| 1  | 29 мая 1986      | Рейкьявик        | Исландия          | 2:1  | 1                | Трёхсторонний турнир в Исландии |
| 2  | 1 июня 1988      | Копенгаген       | Дания             | 1:0  | -                | Товарищеский матч               |
| 3  | 24 августа 1988  | Париж            | Франция           | 1:1  | 1                | Товарищеский матч               |
| 4  | 20 сентября 1988 | Прага            | Австрия           | 4:2  | 2                | Товарищеский матч               |
| 5  | 18 октября 1988  | Эш               | Люксембург        | 2:0  | -                | Отборочный матч к ЧМ 1990       |
| 6  | 16 ноября 1988   | Братислава       | Бельгия           | 0:0  | -                | Отборочный матч к ЧМ 1990       |
| 7  | 11 апреля 1989   | Грац             | Австрия           | 2:1  | 1                | Товарищеский матч               |
| 8  | 29 апреля 1989   | Брюссель         | Бельгия           | 1:2  | 2                | Отборочный матч к ЧМ 1990       |
| 9  | 9 мая 1989       | Прага            | Люксембург        | 4:0  | -                | Отборочный матч к ЧМ 1990       |
| 10 | 7 июня 1989      | Берн             | Швейцария         | 1:0  | -                | Отборочный матч к ЧМ 1990       |
| 11 | 6 октября 1989   | Прага            | Португалия        | 2:1  | 1                | Отборочный матч к ЧМ 1990       |
| 12 | 25 октября 1989  | Прага            | Швейцария         | 3:0  | -                | Отборочный матч к ЧМ 1990       |
| 13 | 15 ноября 1989   | Лиссабон         | Португалия        | 0:0  | -                | Отборочный матч к ЧМ 1990       |
| 14 | 21 февраля 1990  | Аликанте         | Испания           | 0:1  | 1                | Товарищеский матч               |
| 15 | 4 апреля 1990    | Брно             | Египет            | 0:1  | 1                | Товарищеский матч               |
| 16 | 26 мая 1990      | Дюссельдорф      | ФРГ               | 0:1  | 1                | Товарищеский матч               |
| 17 | 10 июня 1990     | Флоренция        | США               | 5:1  | 1                | Чемпионат мира 1990             |
| 18 | 15 июня 1990     | Флоренция        | Австрия           | 1:0  | -                | Чемпионат мира 1990             |
| 19 | 19 июня 1990     | Рим              | Италия            | 0:2  | 2                | Чемпионат мира 1990             |
| 20 | 23 июня 1990     | Бари             | Коста-Рика        | 4:1  | 1                | Чемпионат мира 1990             |
| 21 | 1 июля 1990      | Милан            | ФРГ               | 0:1  | 1                | Чемпионат мира 1990             |
| 22 | 29 августа 1990  | Куусанкоски      | Финляндия         | 1:1  | 1                | Товарищеский матч               |
| 23 | 26 сентября 1990 | Кошице           | Исландия          | 1:0  | -                | Отборочный матч к ЧЕ 1992       |
| 24 | 13 октября 1990  | Париж            | Франция           | 1:2  | 2                | Отборочный матч к ЧЕ 1992       |
| 25 | 13 ноября 1991   | Севилья          | Испания           | 1:2  | 2                | Отборочный матч к ЧЕ 1992       |
| 26 | 22 апреля 1992   | Прага            | Германия          | 1:1  | 1                | Товарищеский матч               |
| 27 | 19 августа 1992  | Братислава       | Австрия           | 2:2  | 2                | Товарищеский матч               |
| 28 | 2 сентября 1992  | Прага            | Бельгия           | 1:2  | 2                | Отборочный матч к ЧМ 1994       |
| 29 | 23 сентября 1992 | Кошице           | Фарерские острова | 4:0  | -                | Отборочный матч к ЧМ 1994       |

Итого: 29 матчей / 26 пропущенных голов; 14 побед, 6 ничьих, 9 поражений.
| № | Дата            | Место проведения | Оппонент | Счёт | Пропущенные голы | Турнир            |
| 1 | 23 февраля 1994 | Стамбул          | Турция   | 4:1  | 1                | Товарищеский матч |
| 2 | 25 мая 1994     | Острава          | Литва    | 5:3  | 3                | Товарищеский матч |

Итого: 2 матча / 4 пропущенных гола; 2 победы.
| №  | Дата             | Место проведения | Соперник    | Счёт | Пропущенные голы | Турнир                    |
| 1  | 24 августа 1983  | Мысленице        | Польша      | 0:2  | -                | Товарищеский матч         |
| 2  | 15 октября 1986  | Будапешт         | Венгрия     | 2:0  | -                | Товарищеский матч         |
| 3  | 29 октября 1986  | Прага            | Бельгия     | 2:0  | -                | Отборочный матч к ОИ 1988 |
| 4  | 24 марта 1987    | Джубиаско        | Швейцария   | 3:0  | -                | Товарищеский матч         |
| 5  | 14 апреля 1987   | Зальцбург        | Австрия     | 0:2  | 2                | Отборочный матч к ОИ 1988 |
| 6  | 12 мая 1987      | Карл-Маркс-Штадт | ГДР         | 1:0  | -                | Товарищеский матч         |
| 7  | 10 июня 1987     | Ээнекоски        | Финляндия   | 2:0  | -                | Отборочный матч к ОИ 1988 |
| 8  | 23 сентября 1987 | Дунайска-Стреда  | Финляндия   | 2:0  | -                | Отборочный матч к ОИ 1988 |
| 9  | 7 октября 1987   | Варегем          | Бельгия     | 2:0  | -                | Отборочный матч к ОИ 1988 |
| 10 | 28 октября 1987  | Прага            | Югославия   | 1:0  | -                | Отборочный матч к ОИ 1988 |
| 11 | 19 декабря 1987  | Куала-Лумпур     | Южная Корея | 3:2  | 2                | Турнир Мердека            |
| 12 | 24 февраля 1988  | Кувейт           | Кувейт      | 0:3  | 3                | Товарищеский матч         |
| 13 | 23 марта 1988    | Градец-Кралове   | Болгария    | 5:1  | 1                | Товарищеский матч         |
| 14 | 12 апреля 1988   | Нитра            | Австрия     | 1:0  | -                | Отборочный матч к ОИ 1988 |
| 15 | 27 апреля 1988   | Петринья         | Югославия   | 0:1  | 1                | Отборочный матч к ОИ 1988 |

Итого: 15 матчей / 9 пропущенных голов; 11 побед, 4 поражения.
| №  | Дата             | Место проведения | Соперник   | Счёт | Пропущенные голы | Турнир                                |
| 1  | 5 октября 1982   | Тренчин          | Швеция     | 2:1  | -                | Товарищеский матч                     |
| 2  | 11 ноября 1982   | Прага            | Италия     | 2:1  | 1                | Отборочный матч к молодёжному ЧЕ 1984 |
| 3  | 9 марта 1983     | Бельско-Бяла     | Польша     | 0:2  | 2                | Товарищеский матч                     |
| 4  | 27 марта 1983    | Новы Быджов      | Кипр       | 2:0  | -                | Отборочный матч к молодёжному ЧЕ 1984 |
| 5  | 16 апреля 1983   | Ларнака          | Кипр       | 4:1  | 1                | Отборочный матч к молодёжному ЧЕ 1984 |
| 6  | 27 апреля 1983   | Триест           | Италия     | 1:2  | 2                | Отборочный матч к молодёжному ЧЕ 1984 |
| 7  | 14 мая 1983      | Яссы             | Румыния    | 4:1  | 1                | Отборочный матч к молодёжному ЧЕ 1984 |
| 8  | 6 сентября 1983  | Ла-Шо-де-Фон     | Швейцария  | 5:2  | -                | Товарищеский матч                     |
| 9  | 20 сентября 1983 | Вестерос         | Швеция     | 2:0  | -                | Товарищеский матч                     |
| 10 | 15 ноября 1983   | Опава            | Польша     | 5:1  | -                | Товарищеский матч                     |
| 11 | 29 ноября 1983   | Тренчин          | Румыния    | 2:2  | 2                | Отборочный матч к молодёжному ЧЕ 1984 |
| 12 | 27 марта 1984    | Мост             | ГДР        | 3:2  | 2                | Товарищеский матч                     |
| 13 | 17 апреля 1984   | Сочи             | СССР       | 1:1  | 1                | Товарищеский матч                     |
| 14 | 4 сентября 1984  | Коринф           | Греция     | 0:0  | -                | Товарищеский матч                     |
| 15 | 24 сентября 1985 | Влашим           | Португалия | 3:1  | 1                | Отборочный матч к молодёжному ЧЕ 1986 |
| 16 | 15 октября 1985  | Теплице          | Швеция     | 0:2  | 2                | Отборочный матч к молодёжному ЧЕ 1986 |
| 17 | 2 июня 1987      | Видовре          | Дания      | 1:0  | -                | Отборочный матч к молодёжному ЧЕ 1988 |
| 18 | 8 сентября 1987  | Котка            | Финляндия  | 2:3  | 3                | Отборочный матч к молодёжному ЧЕ 1988 |

Итого: 18 матчей / 18 пропущенных голов; 11 побед, 3 ничьих, 4 поражения.
| Год   | Финальные матчи ЧМ | Финальные матчи ЧМ | Отборочные матчи ЧМ | Отборочные матчи ЧМ | Отборочные матчи ЧЕ | Отборочные матчи ЧЕ | Товарищеские матчи | Товарищеские матчи | Итого | Итого |
| Год   | Игры               | Голы               | Игры                | Голы                | Игры                | Голы                | Игры               | Голы               | Игры  | Голы  |
| ----- | ------------------ | ------------------ | ------------------- | ------------------- | ------------------- | ------------------- | ------------------ | ------------------ | ----- | ----- |
| 1986  | 0                  | 0                  | 0                   | 0                   | 0                   | 0                   | 1                  | -1                 | 1     | -1    |
| 1987  | 0                  | 0                  | 0                   | 0                   | 0                   | 0                   | 0                  | 0                  | 0     | 0     |
| 1988  | 0                  | 0                  | 2                   | 0                   | 0                   | 0                   | 3                  | -3                 | 5     | -3    |
| 1989  | 0                  | 0                  | 6                   | -3                  | 0                   | 0                   | 1                  | -1                 | 7     | -4    |
| 1990  | 5                  | -5                 | 0                   | 0                   | 2                   | -2                  | 4                  | -4                 | 11    | -11   |
| 1991  | 0                  | 0                  | 0                   | 0                   | 1                   | -2                  | 0                  | 0                  | 1     | -2    |
| 1992  | 0                  | 0                  | 2                   | -2                  | 0                   | 0                   | 2                  | -3                 | 4     | -5    |
| Итого | 5                  | -5                 | 10                  | -5                  | 3                   | -4                  | 11                 | -12                | 29    | -26   |

| Год   | Товарищеские матчи | Товарищеские матчи | Итого | Итого |
| Год   | Игры               | Голы               | Игры  | Голы  |
| ----- | ------------------ | ------------------ | ----- | ----- |
| 1994  | 2                  | -4                 | 2     | -4    |
| Итого | 2                  | -4                 | 2     | -4    |

| Год   | Отборочные матчи ОИ | Отборочные матчи ОИ | Товарищеские матчи | Товарищеские матчи | Итого | Итого |
| Год   | Игры                | Голы                | Игры               | Голы               | Игры  | Голы  |
| ----- | ------------------- | ------------------- | ------------------ | ------------------ | ----- | ----- |
| 1983  | 0                   | 0                   | 1                  | 0                  | 1     | 0     |
| 1984  | 0                   | 0                   | 0                  | 0                  | 0     | 0     |
| 1985  | 0                   | 0                   | 0                  | 0                  | 0     | 0     |
| 1986  | 1                   | 0                   | 1                  | 0                  | 2     | 0     |
| 1987  | 5                   | -2                  | 3                  | -2                 | 8     | -4    |
| 1988  | 2                   | -1                  | 2                  | -4                 | 4     | -5    |
| Итого | 8                   | -3                  | 7                  | -6                 | 15    | -9    |

| Год   | Отборочные матчи молодёжного ЧЕ | Отборочные матчи молодёжного ЧЕ | Товарищеские матчи | Товарищеские матчи | Итого | Итого |
| Год   | Игры                            | Голы                            | Игры               | Голы               | Игры  | Голы  |
| ----- | ------------------------------- | ------------------------------- | ------------------ | ------------------ | ----- | ----- |
| 1982  | 1                               | -1                              | 1                  | 0                  | 2     | -1    |
| 1983  | 5                               | -6                              | 4                  | -2                 | 9     | -8    |
| 1984  | 0                               | 0                               | 3                  | -3                 | 3     | -3    |
| 1985  | 2                               | -3                              | 0                  | 0                  | 2     | -3    |
| 1986  | 0                               | 0                               | 0                  | 0                  | 0     | 0     |
| 1987  | 2                               | -3                              | 0                  | 0                  | 2     | -3    |
| Итого | 10                              | -13                             | 8                  | -5                 | 18    | -18   |